# Musashi (serie animata)
Musashi (MUSASHI -GUN道-?, Musashi -Gandō-) è un anime ideato dal mangaka giapponese Monkey Punch, andato in onda in Giappone nel 2006. È stato pubblicato in DVD dalla Kazé con sottotitoli in italiano, francese e olandese.

## Trama
L'anime è impostato in un'immaginaria epoca feudale del Giappone, dove lo Shogunato Toyotomi governa la nazione invece di Tokugawa. Racconta la storia di Musashi, un giovane praticante di gundoh (GUN道?, gandō), un'arte marziale che comporta l'uso di pistole. La serie si occupa delle battaglie di Musashi contro un gruppo di mostri chiamato Ayakashi.

## Personaggi
- Musashi, ispirato a Musashi Miyamoto, personaggio storico, scrittore e guerriero dell'epoca feudale giapponese, considerato il più grande spadaccino di tutti i tempi.
- Ronin
- Ninja-Taro
- Priest Takuan
- Desperado
- Kaguya
- Dabi-no-ji
- Sasuke Sarutobi
- The Horse

## Episodi
| Nº | Titolo italiano Giapponese 「Kanji」 - Rōmaji                        | In onda           | In onda |
| Nº | Titolo italiano Giapponese 「Kanji」 - Rōmaji                        | Giapponese        |         |
| 1  | GUNDOH Musashi 「ＧＵＮＤＯＨ ムサシ」 - GUNDOH musashi              | 9 aprile 2006     |         |
| 2  | Gun Road 「ガン道」 - gan dō                                         | 16 aprile 2006    |         |
| 3  | Takuwan Monk 「タクワン和尚」 - takuwan oshō                         | 23 aprile 2006    |         |
| 4  | Gun Ogre's Gun 「ガン鬼の銃」 - gan oni no jū                        | 30 aprile 2006    |         |
| 5  | Ogre's Road 「鬼の道」 - oni no michi                                | 7 maggio 2006     |         |
| 6  | Prison and Dream and 「牢獄と夢と」 - rōgoku to yume to              | 14 maggio 2006    |         |
| 7  | Gun Ogre's Place 「ガン鬼の地」 - gan oni no chi                     | 21 maggio 2006    |         |
| 8  | War-shattered age, again 「戦乱の世、再び」 - senran no yo, futatabi | 28 maggio 2006    |         |
| 9  | Sorceress of the Moon 「夢姫」 - yume hime                           | 4 giugno 2006     |         |
| 10 | Sanada Sousuke (?) Brave Warrior 「真田十勇士」 - sanada jū yūshi    | 11 giugno 2006    |         |
| 11 | Castle Stealing Game 「城盗り勝負」 - shiro tori shōbu               | 18 giugno 2006    |         |
| 12 | Monkey Tobisa's Help (?) 「猿飛佐助」 - sarutobisasuke               | 2 luglio 2006     |         |
| 13 | Sealed Spirit 「封印魂」 - fūin damashii                             | 9 luglio 2006     |         |
| 14 | Submerged Castle 「水没した城」 - suibotsu shi ta shiro              | 16 luglio 2006    |         |
| 15 | Rasetsu 「あの女、再び」 - ano onna, futatabi                        | 23 luglio 2006    |         |
| 16 | Castle of Illusion 「過去を撃て！」 - kako o ute!                    | 30 luglio 2006    |         |
| 17 | Banquet of Blood 「謎の陰陽師」 - nazo no inyō shi                   | 6 agosto 2006     |         |
| 18 | Urashima and Yasha 「ウラシマとヤシャ」 - ura shima to yasha         | 13 agosto 2006    |         |
| 19 | A Pond and a Cave 「池と鍾乳洞」 - ike to shōnyūdō                   | 20 agosto 2006    |         |
| 20 | Aykatsu's Denial 「アヤカシ抹殺」 - ayakashi massatsu                | 27 agosto 2006    |         |
| 21 | Simultaneous Strike 「相討ち」 - aiuchi                              | 3 settembre 2006  |         |
| 22 | Day of Rest 「休息の日」 - kyūsoku no hi                             | 9 settembre 2006  |         |
| 23 | Rasetsu's Final Moment 「ラセツの最期」 - rasetsu no saigo           | 17 settembre 2006 |         |
| 24 | Golden Castle 「金の城」 - kin no shiro                              | 24 settembre 2006 |         |
| 25 | Destruction 「破滅」 - hametsu                                       | 1º ottobre 2006   |         |
| 26 | Love 「恋」 - koi                                                    | 8 ottobre 2006    |         |